# كريمي سنف
كريمي سنف هو معجون يتكون من التبغ وزيت القرنفل والجلسرين والنعناع والمنثول والكافور ويباع في أنبوب معجون الأسنان. وفقًا لصحيفة حقائق التبغ غير المدخن التي ترعاها المعاهد الوطنية للصحة بالولايات المتحدة توصي الشركة المصنعة بترك المعجون في فمك قبل الشطف. "يتم تعبئته في أنابيب مماثلة لتلك المستخدمة في معجون الأسنان. المنتج يسبب الإدمان منتج مشابه يعرف باسم جول مصنوع من مسحوق التبغ ودبس السكر تستخدمه نساء الهند كمعجون للأسنان.